# Großer Preis von Großbritannien 1994
Der Große Preis von Großbritannien 1994 (offiziell XLVII British Grand Prix) fand am 10. Juli auf dem Silverstone Circuit in Silverstone statt und war das achte Rennen der Formel-1-Weltmeisterschaft 1994.

## Berichte

### Hintergrund
Nach dem Großen Preis von Frankreich führte Michael Schumacher in der Fahrerwertung mit 37 Punkten vor Damon Hill und mit 49 Punkten vor Gerhard Berger. In der Konstrukteurswertung führte Benetton-Ford mit 31 Punkten vor Ferrari und mit 36 Punkten vor Williams-Renault.
Vor dem Rennwochenende gab es einen Fahrerwechsel: Nigel Mansell kehrte nach seinem vorherigen Auftritt zurück zu seinen CART-Verpflichtungen und wurde durch David Coulthard bei Williams-Renault ersetzt.
Es trat kein ehemaliger Sieger zu diesem Grand Prix an.

### Qualifying
Hill holte sich zum zweiten Mal in dieser Saison und in Folge mit 1:24,960 Minuten die Pole-Position vor Rückkehrer Schumacher und Berger. Paul Belmondo und Betrand Gachot im Pacific-Ilmor scheiterten erneut an der Qualifikation.

### Rennen
In der Einführungsrunde überholte Schumacher Hill zweimal (einmal beim Verlassen der Startaufstellung und dann noch einmal im weiteren Verlauf der Runde), bevor er zurückfiel und seinen zweiten Startplatz einnahm.
Coulthard geriet beim Start ins Stocken und musste vom Ende der Startaufstellung starten. Dies führte zu einer weiteren Einführungsrunde, in der Eddie Irvines Auto eine Panne hatte. Auch in dieser zweiten Einführungsrunde überholte Schumacher Hill zweimal. Der Peugeot-V10-Motor im McLaren MP4/9 von Martin Brundle versagte beim zweiten Start in einem gewaltigen Feuerball.
In Runde 14 wurde Schumacher eine Stop-and-Go-Strafe von fünf Sekunden auferlegt, weil er Hill in der ersten Einführungsrunde überholt hatte. Bis zur 21. Runde schaffte er es nicht, die Strafe abzusitzen, woraufhin ihm die schwarze Flagge gezeigt wurde und er gezwungen war, sofort an der Box anzuhalten. Schumacher nahm die schwarze Flagge nicht zur Kenntnis und bekam sie in den beiden nächsten beiden Runden erneut gezeigt. Später behauptete er, er habe sie nicht gesehen. Benetton teilte den Rennleitern mit, dass es ein Missverständnis bezüglich der Fünf-Sekunden-Stop-Go-Strafe gegeben habe, und nachdem sie das Problem mit dem Team besprochen hatten, zogen die Offiziellen die schwarze Flagge zurück und Schumacher verbüßte schließlich die Stop-and-Go-Strafe am Ende der 27. Runde.
Hill gewann das Rennen schlussendlich vor Schumacher und Jean Alesi. Mika Häkkinen und Rubens Barrichello kollidierten im Kampf um den 4. Platz in der letzten Kurve. Barrichello fuhr mit seinem beschädigten Auto an die Box, ohne zu merken, dass er sich in der letzten Runde befand. Dies ermöglichte es Häkkinen, über die Ziellinie zu fahren, bevor Barrichello sie erreichte, obwohl sein Auto stärker beschädigt war. Dahinter erzielte Ukyō Katayama seinen letzten Punkt.

### Nach dem Rennen
Nach dem Rennen verhängten die Sportkommissare gegen Benetton eine Geldstrafe von 25.000 US-Dollar und erteilten dem Team und seinem Fahrer Schumacher einen strengen Verweis, weil sie Schumachers Stop-and-Go-Strafe von fünf Sekunden und die anschließende schwarze Flagge ignoriert hatten. Am 26. Juli erhöhte der FIA World Motorsport Council die Strafe auf eine Geldstrafe von 500.000 US-Dollar für das Team und eine Sperre für zwei Rennen für Schumacher. Der WMSC disqualifizierte Schumacher auch von seinem zweiten Platz. Die Strafe wurde im Berufungsverfahren am 30. August bestätigt. Die Sperre galt für den Großen Preis von Italien und den Großen Preis von Portugal.
In der Fahrerwertung blieb Schumacher vor Hill in Führung. Neuer Dritter war Alesi. In der Konstrukteurswertung übernahm Williams-Renault den zweiten Platz von Ferrari. Benetton-Ford blieb hier in Führung.

## Meldeliste
| Team                      | Nr. | Fahrer                | Chassis        | Motor                 | Reifen |
| ------------------------- | --- | --------------------- | -------------- | --------------------- | ------ |
| Rothmans Williams Renault | 0   | Damon Hill            | Williams FW16  | Renault 3.5 V10       | G      |
| Rothmans Williams Renault | 02  | David Coulthard       | Williams FW16  | Renault 3.5 V10       | G      |
| Tyrrell                   | 03  | Ukyō Katayama         | Tyrrell 022    | Yamaha 3.5 V10        | G      |
| Tyrrell                   | 04  | Mark Blundell         | Tyrrell 022    | Yamaha 3.5 V10        | G      |
| Mild Seven Benetton Ford  | 05  | Michael Schumacher    | Benetton B194  | Ford Zetec-R 3.5 V8   | G      |
| Mild Seven Benetton Ford  | 06  | Jos Verstappen        | Benetton B194  | Ford Zetec-R 3.5 V8   | G      |
| Marlboro McLaren Peugeot  | 07  | Mika Häkkinen         | McLaren MP4/9  | Peugeot 3.5 V10       | G      |
| Marlboro McLaren Peugeot  | 08  | Martin Brundle        | McLaren MP4/9  | Peugeot 3.5 V10       | G      |
| Footwork Ford             | 09  | Christian Fittipaldi  | Footwork FA15  | Ford HB 3.5 V8        | G      |
| Footwork Ford             | 10  | Gianni Morbidelli     | Footwork FA15  | Ford HB 3.5 V8        | G      |
| Team Lotus                | 11  | Alessandro Zanardi    | Lotus 107C     | Mugen-Honda 3.5 V10   | G      |
| Team Lotus                | 12  | Johnny Herbert        | Lotus 107C     | Mugen-Honda 3.5 V10   | G      |
| Sasol Jordan              | 14  | Rubens Barrichello    | Jordan 194     | Hart 3.5 V10          | G      |
| Sasol Jordan              | 15  | Eddie Irvine          | Jordan 194     | Hart 3.5 V10          | G      |
| Tourtel Larrousse F1      | 19  | Olivier Beretta       | Larrousse LH94 | Ford HB 3.5 V8        | G      |
| Tourtel Larrousse F1      | 20  | Érik Comas            | Larrousse LH94 | Ford HB 3.5 V8        | G      |
| Minardi Scuderia Italia   | 23  | Pierluigi Martini     | Minardi M193B  | Ford HB 3.5 V8        | G      |
| Minardi Scuderia Italia   | 24  | Michele Alboreto      | Minardi M193B  | Ford HB 3.5 V8        | G      |
| Ligier Gitanes Blondes    | 25  | Éric Bernard          | Ligier JS39B   | Renault 3.5 V10       | G      |
| Ligier Gitanes Blondes    | 26  | Olivier Panis         | Ligier JS39B   | Renault 3.5 V10       | G      |
| Scuderia Ferrari SpA      | 27  | Jean Alesi            | Ferrari 412T1  | Ferrari 3.5 V12       | G      |
| Scuderia Ferrari SpA      | 28  | Gerhard Berger        | Ferrari 412T1  | Ferrari 3.5 V12       | G      |
| Broker Sauber Mercedes    | 29  | Andrea de Cesaris     | Sauber C13     | Mercedes-Benz 3.5 V10 | G      |
| Broker Sauber Mercedes    | 30  | Heinz-Harald Frentzen | Sauber C13     | Mercedes-Benz 3.5 V10 | G      |
| MTV Simtek Ford           | 31  | David Brabham         | Simtek S941    | Ford HB 3.5 V8        | G      |
| MTV Simtek Ford           | 32  | Jean-Marc Gounon      | Simtek S941    | Ford HB 3.5 V8        | G      |
| Pacific Grand Prix Ltd    | 33  | Paul Belmondo         | Pacific PR01   | Ilmor 3.5 V10         | G      |
| Pacific Grand Prix Ltd    | 34  | Bertrand Gachot       | Pacific PR01   | Ilmor 3.5 V10         | G      |

## Klassifikationen

### Qualifying
| Pos. | Fahrer                | Konstrukteur      | Q1       | Q2       | Start |
| ---- | --------------------- | ----------------- | -------- | -------- | ----- |
| 01   | Damon Hill            | Williams-Renault  | 1:26,894 | 1:24,960 | 01    |
| 02   | Michael Schumacher    | Benetton-Ford     | 1:26,323 | 1:24,963 | 02    |
| 03   | Gerhard Berger        | Ferrari           | 1:26,738 | 1:24,980 | 03    |
| 04   | Jean Alesi            | Ferrari           | 1:26,891 | 1:25,541 | 04    |
| 05   | Mika Häkkinen         | McLaren-Peugeot   | 1:27,983 | 1:26,268 | 05    |
| 06   | Rubens Barrichello    | Jordan-Hart       | 1:27,890 | 1:26,271 | 06    |
| 07   | David Coulthard       | Williams-Renault  | 1:27,698 | 1:26,337 | 07    |
| 08   | Ukyō Katayama         | Tyrrell-Yamaha    | 1:27,936 | 1:26,414 | 08    |
| 09   | Martin Brundle        | McLaren-Peugeot   | 1:28,224 | 1:26,768 | 09    |
| 10   | Jos Verstappen        | Benetton-Ford     | 1:29,142 | 1:26,841 | 10    |
| 11   | Mark Blundell         | Tyrrell-Yamaha    | 1:28,510 | 1:26,920 | 11    |
| 12   | Eddie Irvine          | Jordan-Hart       | 1:27,890 | 1:27,065 | 12    |
| 13   | Heinz-Harald Frentzen | Sauber-Mercedes   | 1:27,284 | 1:28,231 | 13    |
| 14   | Pierluigi Martini     | Minardi-Ford      | 1:28,517 | 1:27,522 | 14    |
| 15   | Olivier Panis         | Ligier-Renault    | 1:29,381 | 1:27,785 | 15    |
| 16   | Gianni Morbidelli     | Footwork-Ford     | 1:28,159 | 1:27,886 | 16    |
| 17   | Michele Alboreto      | Minardi-Ford      | 1:29,403 | 1:28,100 | 17    |
| 18   | Andrea de Cesaris     | Sauber-Mercedes   | 1:30,034 | 1:28,212 | 18    |
| 19   | Alessandro Zanardi    | Lotus-Mugen-Honda | 1:29,240 | 1:28,225 | 19    |
| 20   | Christian Fittipaldi  | Footwork-Ford     | 1:28,816 | 1:28,231 | 20    |
| 21   | Johnny Herbert        | Lotus-Mugen-Honda | 1:29,268 | 1:28,340 | 21    |
| 22   | Érik Comas            | Larrousse-Ford    | 1:30,274 | 1:28,519 | 22    |
| 23   | Éric Bernard          | Ligier-Renault    | 1:30,058 | 1:28,955 | 23    |
| 24   | Olivier Beretta       | Larrousse-Ford    | 1:29,971 | 1:29,299 | 24    |
| 25   | David Brabham         | Simtek-Ford       | 1:31,437 | 1:30,690 | 25    |
| 26   | Jean-Marc Gounon      | Simtek-Ford       | 1:31,225 | 1:30,722 | 26    |
| DNQ  | Bertrand Gachot       | Pacific-Ilmor     | 1:31,496 | 1:31,877 | –     |
| DNQ  | Paul Belmondo         | Pacific-Ilmor     | 1:34,631 | 1:32,507 | –     |

### Rennen
| Pos | Fahrer                | Konstrukteur      | Runden | Stopps | Zeit        | Start | Schnellste Runde |
| --- | --------------------- | ----------------- | ------ | ------ | ----------- | ----- | ---------------- |
| 1   | Damon Hill            | Williams-Renault  | 60     | 2      | 1:30:03,640 | 01    | 1:27,100 (11.)   |
| 2   | Jean Alesi            | Ferrari           | 60     | 1      | + 1:08,128  | 04    | 1:29,181 (23.)   |
| 3   | Mika Häkkinen         | McLaren-Peugeot   | 60     | 1      | + 1:40,659  | 05    | 1:29,406 (24.)   |
| 4   | Rubens Barrichello    | Jordan-Hart       | 60     | 2      | + 1:41,751  | 06    | 1:29,197 (11.)   |
| 5   | David Coulthard       | Williams-Renault  | 59     | 2      | + 1 Runde   | 07    | 1:27,889 (07.)   |
| 6   | Ukyō Katayama         | Tyrrell-Yamaha    | 59     | 2      | + 1 Runde   | 08    | 1:29,556 (08.)   |
| 7   | Heinz-Harald Frentzen | Sauber-Mercedes   | 59     | 1      | + 1 Runde   | 13    | 1:29,695 (26.)   |
| 8   | Jos Verstappen        | Benetton-Ford     | 59     | 2      | + 1 Runde   | 10    | 1:29,876 (08.)   |
| 9   | Christian Fittipaldi  | Footwork-Ford     | 58     | 1      | + 2 Runden  | 20    | 1:30,683 (26.)   |
| 10  | Pierluigi Martini     | Minardi-Ford      | 58     | 1      | + 2 Runden  | 14    | 1:31,481 (07.)   |
| 11  | Johnny Herbert        | Lotus-Mugen-Honda | 58     | 1      | + 2 Runden  | 21    | 1:31,711 (08.)   |
| 12  | Olivier Panis         | Ligier-Renault    | 58     | 3      | + 2 Runden  | 15    | 1:29,993 (08.)   |
| 13  | Éric Bernard          | Ligier-Renault    | 58     | 2      | + 2 Runden  | 23    | 1:30,769 (41.)   |
| 14  | Olivier Beretta       | Larrousse-Ford    | 58     | 1      | + 2 Runden  | 24    | 1:31,253 (22.)   |
| 15  | David Brabham         | Simtek-Ford       | 57     | 2      | + 3 Runden  | 25    | 1:32,986 (15.)   |
| 16  | Jean-Marc Gounon      | Simtek-Ford       | 57     | 1      | + 3 Runden  | 26    | 1:33,127 (14.)   |
| –   | Michele Alboreto      | Minardi-Ford      | 48     | 1      | DNF         | 17    | 1:31,136 (17.)   |
| –   | Gerhard Berger        | Ferrari           | 32     | 1      | DNF         | 03    | 1:28,603 (18.)   |
| –   | Mark Blundell         | Tyrrell-Yamaha    | 20     | 2      | DNF         | 11    | 1:28,659 (13.)   |
| –   | Érik Comas            | Larrousse-Ford    | 12     | 0      | DNF         | 22    | 1:31,741 (12.)   |
| –   | Andrea de Cesaris     | Sauber-Mercedes   | 11     | 0      | DNF         | 18    | 1:32,368 (09.)   |
| –   | Gianni Morbidelli     | Footwork-Ford     | 5      | 0      | DNF         | 16    | 1:30,587 (04.)   |
| –   | Alessandro Zanardi    | Lotus-Mugen-Honda | 4      | 0      | DNF         | Box   | 1:34,266 (04.)   |
| –   | Martin Brundle        | McLaren-Peugeot   | 0      | 0      | DNF         | 09    | –                |
| DNS | Eddie Irvine          | Jordan-Hart       | –      | –      | –           | 12    | –                |
| DSQ | Michael Schumacher    | Benetton-Ford     | 60     | 3      |             | 02    | 1:27,335 (08.)   |

Anmerkungen
1. ↑  Schumacher wurde nachträglich wegen Ignorierens der schwarzen Flagge disqualifiziert.

## WM-Stände nach dem Rennen
Die ersten sechs Fahrer jedes Rennens bekamen 10, 6, 4, 3, 2 bzw. 1 Punkt(e).

### Fahrerwertung
| Pos. | Fahrer                | Konstrukteur                  | Punkte |
| ---- | --------------------- | ----------------------------- | ------ |
| 01   | Michael Schumacher    | Benetton-Ford                 | 66     |
| 02   | Damon Hill            | Williams-Renault              | 39     |
| 03   | Jean Alesi            | Ferrari                       | 19     |
| 04   | Gerhard Berger        | Ferrari                       | 17     |
| 05   | Rubens Barrichello    | Jordan-Hart                   | 10     |
| 06   | Mika Häkkinen         | McLaren-Peugeot               | 8      |
| 07   | Nicola Larini         | Ferrari                       | 6      |
| 08   | Martin Brundle        | McLaren-Peugeot               | 6      |
| 09   | Heinz-Harald Frentzen | Sauber-Mercedes               | 5      |
| 10   | Ukyō Katayama         | Tyrrell-Yamaha                | 5      |
| 11   | Karl Wendlinger       | Sauber-Mercedes               | 4      |
| 12   | Mark Blundell         | Tyrrell-Yamaha                | 4      |
| 13   | Pierluigi Martini     | Minardi-Ford                  | 4      |
| 14   | Andrea de Cesaris     | Jordan-Hart / Sauber-Mercedes | 4      |
| 15   | David Coulthard       | Williams-Renault              | 4      |
| 16   | Christian Fittipaldi  | Footwork-Ford                 | 3      |
| 17   | Érik Comas            | Larrousse-Ford                | 1      |
| 18   | Michele Alboreto      | Minardi-Ford                  | 1      |

| Pos. | Fahrer              | Konstrukteur      | Punkte |
| ---- | ------------------- | ----------------- | ------ |
| 19   | Eddie Irvine        | Jordan-Hart       | 1      |
| 20   | JJ Lehto            | Benetton-Ford     | 1      |
| 21   | Johnny Herbert      | Lotus-Mugen-Honda | 0      |
| 22   | Olivier Panis       | Ligier-Renault    | 0      |
| 23   | Pedro Lamy          | Lotus-Mugen-Honda | 0      |
| 24   | Éric Bernard        | Ligier-Renault    | 0      |
| 25   | Olivier Beretta     | Larrousse-Ford    | 0      |
| 26   | Jos Verstappen      | Benetton-Ford     | 0      |
| 27   | Alessandro Zanardi  | Lotus-Mugen-Honda | 0      |
| 28   | Jean-Marc Gounon    | Simtek-Ford       | 0      |
| 29   | David Brabham       | Simtek-Ford       | 0      |
| 30   | Roland Ratzenberger | Simtek-Ford       | 0      |
| –    | Gianni Morbidelli   | Footwork-Ford     | 0      |
| –    | Bertrand Gachot     | Pacific-Ilmor     | 0      |
| –    | Ayrton Senna        | Williams-Renault  | 0      |
| –    | Paul Belmondo       | Pacific-Ilmor     | 0      |
| –    | Aguri Suzuki        | Jordan-Hart       | 0      |
| –    | Nigel Mansell       | Williams-Renault  | 0      |

### Konstrukteurswertung
| Pos. | Konstrukteur     | Punkte |
| ---- | ---------------- | ------ |
| 01   | Benetton-Ford    | 67     |
| 02   | Williams-Renault | 43     |
| 03   | Ferrari          | 42     |
| 04   | McLaren-Peugeot  | 14     |
| 05   | Jordan-Hart      | 14     |
| 06   | Sauber-Mercedes  | 10     |
| 07   | Tyrrell-Yamaha   | 9      |

| Pos. | Konstrukteur      | Punkte |
| ---- | ----------------- | ------ |
| 08   | Minardi-Ford      | 5      |
| 09   | Footwork-Ford     | 3      |
| 10   | Larrousse-Ford    | 1      |
| 11   | Lotus-Mugen-Honda | 0      |
| 12   | Ligier-Renault    | 0      |
| 13   | Simtek-Ford       | 0      |
| –    | Pacific-Ilmor     | 0      |